# Insa Neumann
Insa Neumann (5 settembre 1949) è un'ex cestista tedesca.

## Carriera
Con la Germania Ovest ha disputato i Campionati europei del 1974.